# Comunio
Comunio es un videojuego de navegador alemán en el que cada jugador se convierte en gestor de un equipo virtual, pero enlazado con las actuaciones de los deportistas en la realidad. El videojuego fue creado en el año 2000 por el desarrollador Fabian Loschek, quien tuvo la idea tras jugar a un mánager de béisbol en los Estados Unidos. Desde su creación, Comunio ha conseguido una gran popularidad en Alemania y en España, en donde llegó a ser una de las 100 páginas más visitadas entre 2010 y 2013.

## Historia
Durante los primeros dos años, Comunio fue un proyecto financiado exclusivamente por publicidad. Por razones financieras, el juego se dividió en tres variantes de cuenta en 2002: la versión Basic (gratuita) y las versiones premiumm Plus y Pro Player, que tienen características adicionales en comparación con la versión gratuita.
Desde 2004, Comunio ha ido añadiendo nuevos campeonatos y ediciones. En 2004 se incluyó la 2ª Bundesliga, en 2005 la Bundesliga austriaca, en 2006 la Serie A, en 2007 la Primera División de España española, Superliga de Turquía, la Liga de Campeones de la UEFA y en 2008 la serie brasileña A , la Primeira Liga portuguesa y la Premier League. Debido al creciente interés en España, la Segunda División de España española se agregó en 2009. Desde 2010, la Ligue 1 francesa está también disponible. En 2007, el principio del juego se transfirió a otros deportes, y se ofreció una edición con cuatro disciplinas de deportes de invierno (biatlón, esquí alpino, nórdico combinado y saltos de esquí). En mayo de 2009, se lanzó la versión beta de la edición de Fórmula 1 ComunioGP. A principios de 2011, ambas variantes ya no están en la versión beta y están activas. 
Hasta verano de 2017, los puntos de los futbolistas de la edición de la Primera División y Segunda División española eran otorgados por el diario AS. El 2 de agosto de 2017, se anunció que la empresa estadística Sportradar era el nuevo socio para las calificaciones de los jugadores en Comunio de Primera División y SofaScore para la Segunda División. Desde verano de 2018, todas las ediciones del juego están valoradas por la conocida app y web de resultados y estadísticas deportivas SofaScore.

## Reglas del juego
El objetivo principal del juego es obtener la mayor cantidad de puntos en la comunidad en la que se juegue. Para ello, puede comenzar el juego con amigos, conocidos o personas desconocidas que hayan encontrado su propia comunidad o se hayan unido a una comunidad privada. Al principio, cada jugador obtiene, según el estilo de juego, un equipo de 15 jugadores de fútbol de la Primera División y 20 millones de dinero ficticio, o ningún equipo y 40 millones de dinero ficticio. Cada jugador intenta mejorar su equipo comprando y vendiendo jugadores con un capital inicial limitado. Esto requiere no solo experiencia y visión del fútbol, sino también suerte y mostrar una gran habilidad financiera y diplomática, ya que cada jugador de Primera División sólo está una vez disponible en cada comunidad. Se pueden comprar y vender jugadores a otros miembros de la comunidad o al ordenador, quien, dependiendo de la configuración establecida en la comunidad, agrega nuevos jugadores al mercado de fichajes diariamente o varias veces a la semana para que los usuarios puedan pujar. 
Una piedra angular del juego es el cambio diario de los valores de mercado de los jugadores. Estos están orientados, al igual que en una economía de libre mercado, a la oferta y la demanda. Por ejemplo, los "jugadores estrella" que anotan muchos goles valen mucho más que la mayoría de los otros jugadores. Cuando un jugador se lesiona, es vendido por muchos jugadores y pierde valor.
El ganador en Comunio es el usuario que obtenga más puntos al final de la temporada. Los puntos se calculan una vez acabada cada jornada de Liga teniendo en cuenta el once confirmado por cada usuario y los puntos obtenidos por cada jugador en él mismo. Los puntos que suma cada jugador dependen de las calificaciones  otorgadas por el medio que califica el juego, los goles marcados (+5 para los defensas, +4 para centrocampistas, +3 para delanteros, +3 gol de penalti), asistencias, penaltis parados y las expulsiones por doble amonestación (-3 puntos) o roja directa (-6 puntos).

## Servicios adicionales
En 2005, se implementó un servicio web basado en SOAP para permitir el desarrollo externo de servicios auxiliares. Desde entonces, hay ofertas impulsadas por la competencia, como trofeos internos y comunitarios, páginas de estadísticas y blogs. Algunas funciones del servicio web sólo se pueden usar como características del modo premium. 
Además, se ofrecen varios campeonatos de Copa en toda la comunidad (generalmente independientes del servicio web) en los que las comunidades pueden competir entre sí. La gran comunidad activa y comunicativa que tiene Comunio es una de sus principales fuerzas. Muchos fanes hablan cada jornada de Liga sobre el juego en redes sociales o diversos foros y blogs.
Hay webs que dan un complemento añadido a Comunio, como es el caso de la web Comstats, Comunio Magazine Archivado el 29 de octubre de 2020 en Wayback Machine. o www.comuniate.com, dónde jornada tras jornada dan directos de los partidos, puntuación Comunio de los jugadores y la clasificación en tiempo real.

## Principios de juego similares
Debido al gran éxito de Comunio, desde el año 2009 aparecieron en España numerosos juegos que copiaron su idea con pequeñas variaciones. Las diferencias generalmente consisten en características individuales y diferentes escalas y proveedores de calificación, pero manteniendo la idea original de Comunio con respecto al mercado de fichajes y valores de mercado. Por dicho motivo, la mayoría de jugadores de juegos de mánager en línea en España se refieren con la palabra "Comunio" a este tipo de juegos. 
Los mánagers similares a Comunio más jugados y que han aparecido tras su éxito son Netliga (2009), Futmondo (2012), Biwenger (2015), LaLiga Fantasy (antigua Liga fantástica del diario deportivo MARCA) y Mister (2013).